# Nieuport 23
Nieuport 23 byl dvouplošný stíhací letoun vyráběný ve Francii během první světové války.

## Vznik a vývoj

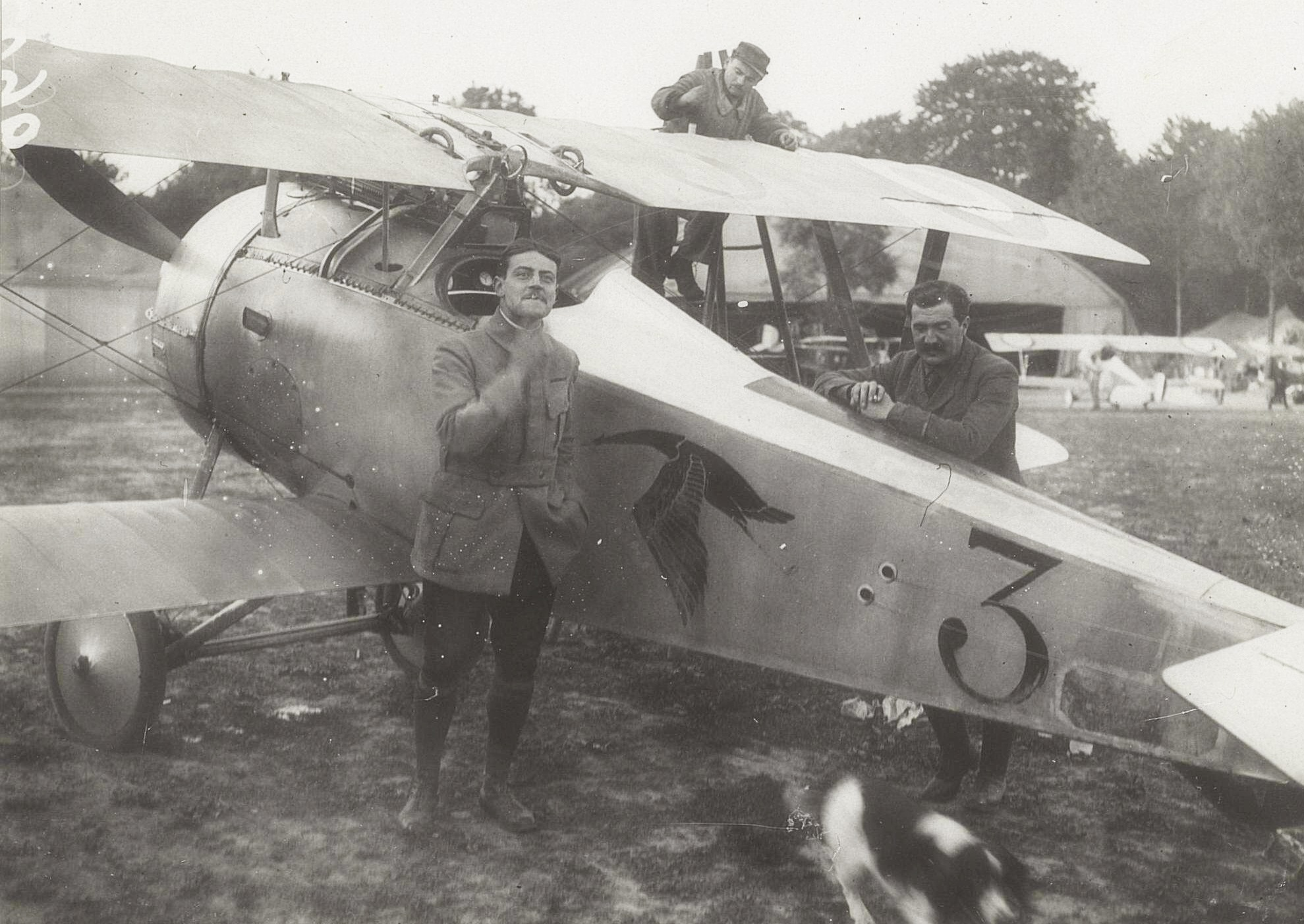
Piloti letky N 3 před Nieuportem 23.

Nieuport 23 vznikl úpravou typu Nieuport 17, jejímž cílem bylo překonat jeho strukturální nedostatky, a většina z nich byla poháněna odlehčenou verzí motoru Le Rhône 9J, která již poháněla některé Nieuporty 17, a nabízela lepší poměr výkonu k hmotnosti. Letoun byl dále oproti předchůdci vybaven zlepšenou kapotáží přední části trupu a novým synchronizačním zařízením pro kulomet střílející okruhem vrtule, a instalovaný mírně vpravo od osy trupu. Nieuporty 23 objednané pro britský Royal Flying Corps však byly nadále vyzbrojeny kulomety umístěnými na horním křídle, jako tomu bylo již u Nieuportu 17.
Hlavním konstrukčním rozdílem mezi modely 17 a 23 byl nosník horního křídla. Tato úprava však nebyla uspokojivá a když stíhačka vykazovala nepřijatelně vysokou nehodovost kvůli případům odlomení spodních křídel za letu, generální náčelník letecké služby nařídil buď křídla zesílit, nebo tento model vyřadit ze služby. Proto bylo objednáno 150 nových souprav křídel, odpovídajících typu Nieuport 24, a aby mohl Nieuport 23 pokračovat v létání, došlo i k instalaci dodatečných výztužných drátů.
Koncem války vznikla také cvičná verze označená Nieuport 23 École (označením výrobce Nieuport 21/23) s motorem Le Rhône o výkonu 80 k.
Jeden zachovaný Nieuport 23 je vystaven v Královském muzeu armády a vojenské historie v Bruselu.

## Uživatelé
- Belgie
  - Aviation militaire[6]
- - Československé letectvo – menší počet[6]
- Finsko
  - Finské letectvo – 2 kusy[6] (1 mohl být Ni 17)
- Francie
  - Aéronautique militaire
- Ruské impérium
  - Letectvo carského Ruska – včetně licenční výroby u firmy Duks[6]
- Ruský stát
  - Sibiřská vzdušná flota – součást bělogvardějských sil pod velením admirála Kolčaka (několik kusů)[7]
- Ruská sovětská federativní socialistická republika[6]
  - Dělnicko-rolnické vzdušné síly
- Sovětský svaz
  - Sovětské letectvo – poslední kusy vyřazeny až po roce 1925[7]
- Spojené království
  - Royal Flying Corps – původně zakoupeno 30 kusů, později počet užívaných RFC vzrostl až na okolo 80[6]
- Spojené státy americké
  - United States Army Air Service – 50 kusů užívaných jako cvičné[6]
- Švýcarsko
  - Fliegertruppe – 5 kusů[7]
- Ukrajina
  - Vzdušná flota Ukrajinské lidové republiky – 7 kusů[7]

## Specifikace (Ni 23 C.1)
Údaje dle:

### Technické údaje
- Posádka: 1 (pilot)
- Délka: 5,80 m
- Rozpětí: 8,16 m
- Výška: 2,40 m
- Nosná plocha: 14,75 m²
- Prázdná hmotnost: 375 kg
- Vzletová hmotnost: 560 kg
- Pohonná jednotka: 1 × rotační motor Le Rhône 9Jb
- Výkon pohonné jednotky: 120 hp (89 kW)

### Výkony
- Maximální rychlost: 165 km/h (na úrovni mořské hladiny)
- Dolet: 250 km
- Dostup:
- Stoupavost: výstup do 3 000 m za 11,5 min

### Výzbroj
- 1 × synchronizovaný kulomet Vickers ráže .303 nebo 1–2 × nesynchronizovaný Lewis stejné ráže na lafetě Foster
- max. 8 × raketa Le Prieur